# Lin (Albanien)
Lin (albanisch auch Lini) ist ein am Westufer des Ohridsees gelegenes Dorf in Ostalbanien. Die Ortschaft gehört zur Gemeinde Pogradec.
Lin hat eine Moschee, eine christlich-orthodoxe Kirche sowie eine Grund- und Mittelschule. Das Ortsbild ist geprägt von alten Steinhäusern im Stil der Region. Neben der Landwirtschaft, Fischfang und -zucht ist mittlerweile auch der Tourismus eine Einnahmequelle der Einwohner geworden.

## Geographie und Verkehr
Das Dorf liegt unterhalb des Passes Qafë Thana auf einer kleinen Halbinsel direkt am Seeufer. Es erstreckt sich entlang eines schmalen Uferstreifens an der Nordseite des Hügels, der die Halbinsel bildet.
Ungefähr zwei Kilometer nördlich von Lin verläuft die Grenze zu Nordmazedonien; Pogradec liegt 22 Kilometer weiter südlich. Die nordmazedonische Stadt Struga am Nordende des Sees ist rund zehn Kilometer entfernt.
In unmittelbarer Nähe des Ortes verläuft die Hauptstraße SH3 von Elbasan über Përrenjas nach Pogradec und Korça.
Die Eisenbahnlinie der Hekurudha Shqiptare von Elbasan nach Pogradec-Gur i Kuq ist stillgelegt.

## Geschichte

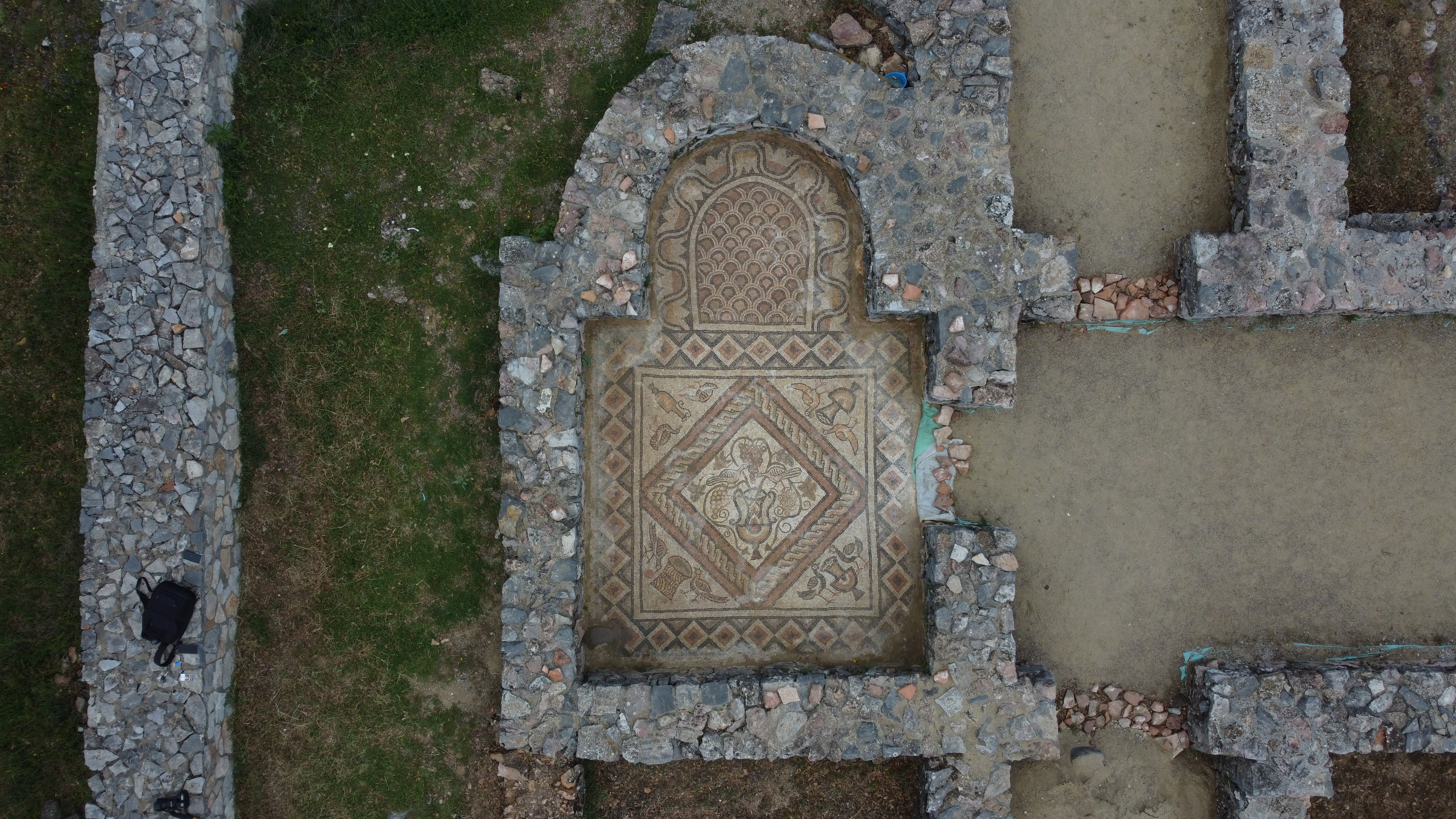
Frühchristliche Kirche mit Mosaik

Lin ist ein bedeutender prähistorischer Siedlungsplatz. Am Ufer rund um das Dorf bestand zu Beginn des 6. Jahrtausend v. Chr. die älteste bekannte Seeufersiedlung Europas. Es ist somit eine der Ursprungsregionen des Ackerbaus in Europa. Die Pfahlbauten in der grenzübergreifenden Seenregion des Südbalkans werden durch Forscher der Universität Bern, der University of Oxford und der Aristoteles-Universität Thessaloniki gemeinsam mit lokalen Partnern untersucht.
Auch die Halbinsel von Lin ist – wie durch archäologische Ausgrabungen nachgewiesen wurde – mindestens seit der Eisenzeit besiedelt. Die prähistorischen und antiken Siedlungen befanden sich alle auf der Hügelkuppe über der heutigen Ortschaft. Dort wurden unter anderem die Grundmauern und Fußbodenmosaike einer frühchristlichen Kirche aus dem 6. Jahrhundert entdeckt. Der Ort ist Teil des binationalen UNESCO-Welterbes Natur- und Kulturerbe der Ohrid-Region.
Zur Zeit der Antike war Lin von Illyrern bewohnt. Im 7. oder 8. Jahrhundert siedelten Slawen. Noch bis zum Beginn des 20. Jahrhunderts wurde in Lin neben Albanisch auch ein mazedonischer bzw. bulgarischer Dialekt gesprochen. Heute ist die Bevölkerung vollständig albanisiert.
Bis 2015 gehörte Lin zur Komuna Hudenisht, die dann in die Bashkia Pogradec eingemeindet wurde.